# Kenneth William Dobson Strong
Sir Kenneth William Dobson Strong, britanski general, * 1900, † 1982.